# 茨城県道19号取手つくば線
茨城県道19号取手つくば線（いばらきけんどう19ごう とりでつくばせん）は、茨城県取手市からつくば市に至る県道（主要地方道）である。

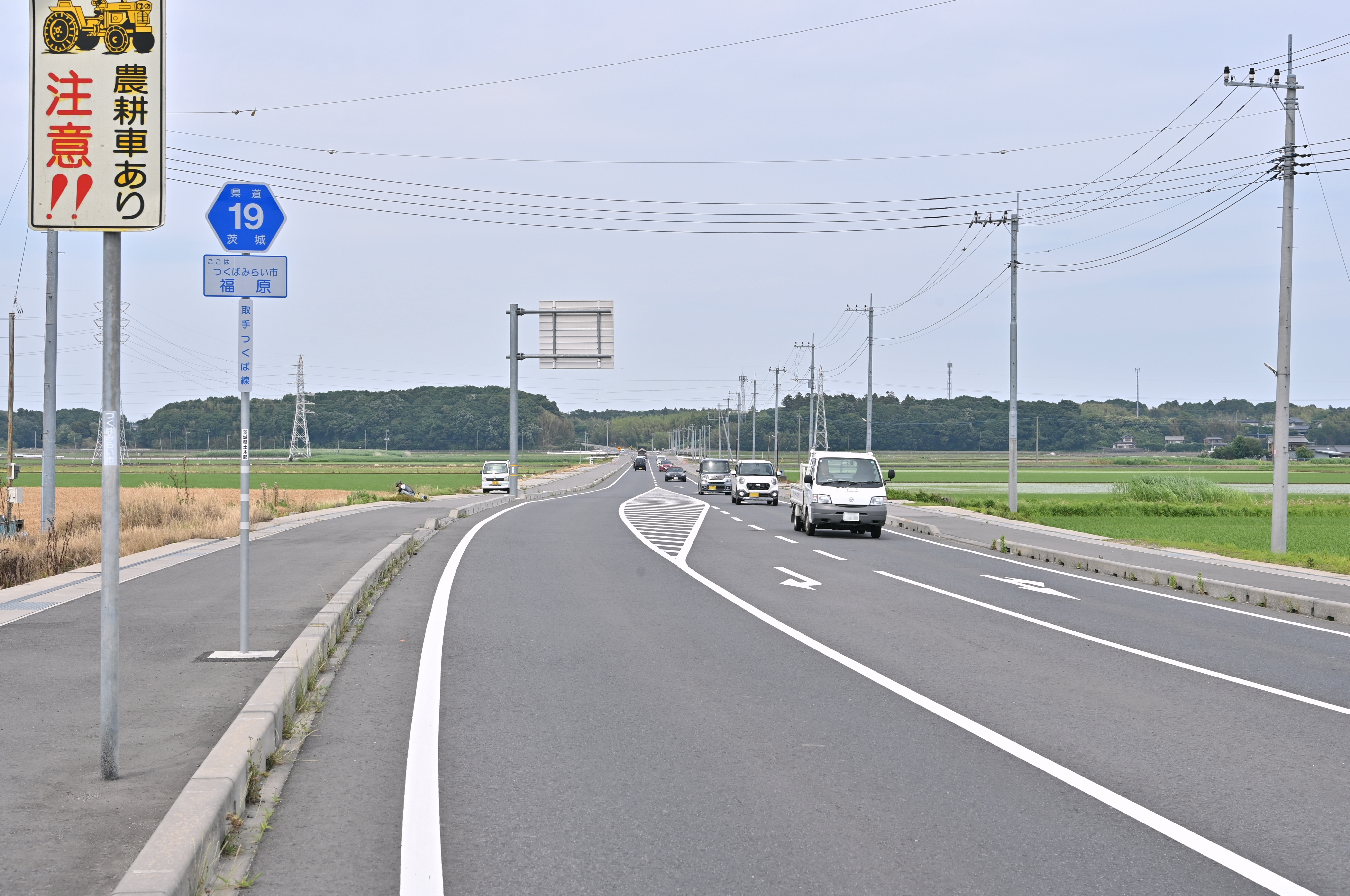
茨城県道19号取手つくば線
つくばみらい市福原（2025年6月）

## 概要
取手市毛有（国道6号・酒詰交差点）からつくばみらい市を経由し、筑波研究学園都市を縦断して、つくば市北条（茨城県道138号石岡つくば線）に至る県道路線。筑波研究学園都市地区内では、国道408号（学園西大通り）と一部重複する。
また、常磐自動車道谷田部ICからつくば市西大橋地先、大境交差点までの区間の道路は通称サイエンス大通りと呼ばれ、高速道路網からつくば市中心市街地へアクセスする重要な幹線道路となっているほか、つくば市内のつくばエクスプレス沿線を通るバイパスとして、新都市中央通りが整備されている。

### 路線データ
- 起点：茨城県取手市毛有 酒詰交差点（国道6号 交点）
- 終点：茨城県つくば市北条（茨城県道138号石岡つくば線 交点）
- 総延長：44.305 km[1]
- 重用延長：1.577 km[1]
- 未供用延長：なし[1]
- 実延長：42.728 km[1]
- 自動車交通不能区間延長[注釈 1]：なし[1]

## 歴史
1965年（昭和40年）、前身にあたる県道筑波谷田部線を廃止し、筑波谷田部線の全線、酒詰水海道線の一部、谷井田稲戸井停車場線の一部、高岡藤代線の一部、谷田部守谷線の一部を統合した新たな主要地方道として、北相馬郡藤代町酒詰（現・取手市毛有）の一般国道6号分岐を起点とし、筑波郡筑波町北条（現・つくば市北条）の一般国道125号交点まで至る区間を茨城県が県道路線認定した。1995年（平成7年）に、路線名称と整理番号変更により県道取手つくば線、整理番号19となる。
なお、旧県道取手筑波線に指定されていた、つくばみらい市高岡（現・取手つくば線交点）からつくば市春日までと、つくば市玉取（茨城県道55号土浦つくば線交点）からつくば市若森（茨城県道53号つくば千代田線交点）までの両区間は、現・取手つくば線には指定されていない。しかし、つくば市玉取には古い案内標識（方面・方向及び距離）が残っており、筑波研究学園都市ができる前の当時の幹線道路であった名残を見ることができる。

### 年表
- 1965年（昭和40年）8月26日
  - 県道取手筑波線として路線認定[3]。
  - 道路区域を、北相馬郡藤代町酒詰 一般国道6号線分岐から、筑波郡筑波町北条 一般国道125号線交点までとし、供用開始[4]。
  - 同時に、前身路線にあたる筑波谷田部線（筑波町大字北条 - 谷田部町大字谷田部）を廃止[5]
- 1970年（昭和45年）7月23日：北相馬郡藤代町大字山王地内（現：聖徳大附取手聖徳女子高校前）の狭隘区間（最小幅員3.4 m、延長947 m）を道路改良、供用開始[6]。
- 1974年（昭和49年）7月11日：北相馬郡藤代町大字山王地内の狭隘区間（最小幅員3.6 m、延長1.9 km）を拡幅改良供用開始[7]。
- 1972年（昭和47年）11月6日：筑波研究学園都市を建設することから、筑波郡谷田部町大字苅間 - 同郡大穂町大字大曾根の10.102 km区間について、新道の道路区域を指定[8]。
- 1976年（昭和51年）
  - 5月15日：筑波研究学園都市建設に伴い、筑波郡谷田部町大字西岡（松代） - 大字苅間 - 新治郡桜村大字栗原の新道（7.661 km）を供用開始[9]。
  - 12月28日：北相馬郡藤代町大字山王（聖徳女子高前） - 同字前畑（小貝川右岸）の旧道（1.136 km）から、道路拡幅改良バイパス（1.448 km）に付替え供用開始[10]。
- 1978年（昭和53年）
  - 2月9日：筑波郡谷田部町松代二丁目（松代交差点） - 筑波郡大穂町大字大曾根の旧道区間（8.681 km）が指定解除され、谷田部・大穂町道へ降格[11][注釈 2]。
  - 2月10日：筑波郡谷田部町松代二丁目（松代交差点） - 筑波郡大穂町大字大曾根字吾妻の土浦学園通り・学園西大通り区間を供用開始[12]。
- 1980年（昭和55年）3月31日：筑波郡谷田部町東新井（学園西交差点） - 同郡大穂町大字大曾根字吾妻（西大通り入口交差点）の学園西大通り区間を供用開始[13]。
- 1981年（昭和56年）11月12日：谷田部町松代地区の区画整理事業に伴い、同地区の旧道ルートが一部変更される[14]。
- 1984年（昭和59年）
  - 5月17日：筑波郡谷田部町大字羽成 - 同町大字上横場（上横場交差点）の谷田部インターチェンジ取付道路を4車線化供用開始[15]。
  - 12月24日：谷田部町大字上横場（上横場交差点） - 同町大字柳橋（海道交差点）の区間（サイエンス大通りの一部、約1.7 km）を4車線化供用開始[16]。
- 1985年（昭和60年）2月1日：谷田部町大字柳橋（海道交差点） - 同町大字西大橋（大境交差点）までの区間（サイエンス大通りの一部、約2.1 km）を4車線化供用開始[17]。
- 1986年（昭和61年）6月12日：谷田部町大字柳橋字海道（海道南交差点） - 同町松代1丁目（松代西交差点）の旧道区間（2.509 km）が指定解除され、谷田部町道へ降格[18]。
- 1988年（昭和63年）9月20日：つくば市大字境松（県道谷田部藤代線交点） - 同市大字谷田部（谷田部IC）の区間を4車線化供用開始[19]。
- 1990年（平成2年）3月26日：つくば市大字大曽根（西大通入口交差点） - 同市大字若森のバイパス区間（0.696 km）が開通[20]。
- 1993年（平成5年）5月11日：建設省から、県道取手筑波線が取手つくば線として主要地方道に指定される[21]。
- 1995年（平成7年）3月30日：路線名と整理番号を、取手筑波線（整理番号33）から現在の取手つくば線（整理番号19）に変更される[22]。
- 2002年（平成14年）10月15日：筑波郡伊奈町大字谷井田 - 同町大字高岡のバイパス（4.135 km）を新設する道路区域が決定する[23]。
- 2004年（平成16年）3月22日：つくば市谷田部 - 同市西大橋（サイエンス大通り）、つくば市谷田部 - 同市境松の各区間が、通行する車両の高さの最高限度4.1 mの道路に指定される[24]。
- 2005年（平成17年）
  - 4月25日：筑波郡伊奈町大字板橋（東板橋交差点） - 同町大字高岡のバイパス（約1.2 km）が暫定2車線で開通する[25]。
  - 8月12日：つくば市島名（万博記念公園駅付近 - 島名東交差点）のバイパス（新都市中央通り：約1.2 km）が開通する[26]。
  - 8月22日
    - つくば市苅間（つくば市役所付近 - 春日2丁目付近）のバイパス（新都市中央通り：約1.8 km）が開通する[27]。
    - つくば市西大橋（エキスポ大通り・大境交差点） - 同市要元弥平太（学園西大通り・国土地理院前）のバイパス（約3.6 km）が開通する[28]。
- 2006年（平成18年）4月6日：つくば市大曽根 - 同市若森の区間を、通行する車両の高さの最高限度4.1 mの道路に指定[29]。
- 2007年（平成19年）5月1日：つくば市西大橋（大境） - 同市下平塚（研究学園駅付近）のバイパス（新都市中央通り：約2 km）が開通する[30]。
- 2008年（平成20年）3月26日：つくば市島名（島名東交差点 - 新豊年橋西交差点）のバイパス（新都市中央通り：約1.1 km）が開通する[31][32]。
- 2009年（平成21年）
  - 3月24日：つくば市谷田部（国道354号） - 同市島名（万博記念公園駅付近）のバイパス（新都市中央通り：約2.9 km）が開通する[33]。
- 2010年（平成22年）
  - 10月21日：つくば市古館 - 同市下萱丸間のバイパス（新都市中央通り：2.6 km）を新設する道路区域決定[34]。
  - 11月1日：つくば市面野井 - 同市苅間（つくば市役所前）のバイパス（新都市中央通り：約0.9 km）が開通する[35]。
  - 11月19日：つくば市根崎 - 同市谷田部（みどりの駅付近）までのバイパス（新都市中央通り：約2.3 km）が開通する[36]。
- 2013年（平成25年）7月22日：つくば市酒丸元西谷ヶ代 - 同市面野井のバイパス（新都市中央通り：260 m）が開通する[37][38]。
- 2016年（平成28年）3月11日：つくば市谷田部 - 同市下萱丸（307 m）と、つくば市古舘 - 同市飯田（1.395 km）のバイパス（新都市中央通り）を延伸供用開始[39]。
- 2018年（平成30年）
  - 2月22日：つくば市谷田部字堀留地内の旧国道354号交点 - 国道354号谷田部交差点間（新都市中央通り：約0.1 km）を供用[40]。
  - 4月1日：つくば市谷田部 - 同市島名の区間を、通行する車両の高さの最高限度4.1 mの道路に指定[41]。
- 2019年（平成31年/令和元年）
  - 2月21日：つくばみらい市谷井田 - 同市板橋の大橋（新橋）（野田牛久BPの一部：約0.7 km）を供用開始[42]。
  - 3月25日：つくばみらい市谷井田 - 同市福原の大橋（旧橋）を通る旧道（0.65 km）が移管されて、県道指定を解除[43]。
  - 4月1日：つくば市下萱丸 - 同市古館のパイパス区間を、通行する車両の総重量の最高限度が最大25トン、高さ制限が最高4.1 mの道路に指定[44]。
  - 7月31日：つくば市柳橋（つくば中央IC） - 同市柳橋（御幸が丘工業団地）間を、国際コンテナ車[注釈 3]の重量・長さ上限を引き上げる道路に指定[45]。
- 2021年（令和3年）11月25日：つくばみらい市南太田 - 同市板橋（東板橋交差点）の新道を暫定2車線で供用開始[46]。
- 2023年（令和5年）
  - 4月1日：つくばみらい市福原 - 同市板橋の旧道移管、区域追加[47]。
  - 4月25日：つくば市みどりの中央 - つくば市谷田部（谷田部交差点）のバイパスを供用開始[48]。
  - 7月12日：つくばみらい市板橋 - 同市南太田のバイパス (1.6 km) が開通する[49][50]。
- 2024年（令和6年）4月1日：つくばみらい市福原 - 同市板橋（伊奈東小学校付近）の道路区域（2.645 km）を除外、一部旧道移管[51]。

## 路線状況

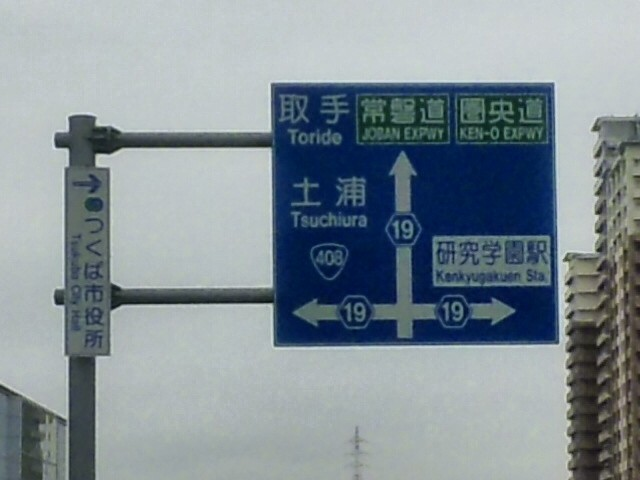
研究学園駅東交差点の北側にある案内標識。全方向が県道19号となっている。

道路法の規定に基づき、以下の区間は緊急輸送道路として機能を維持するため、災害発生時の被害拡大防止を目的に道路用地内へ新たに電柱を建てることが制限されている。
- 取手市清水（酒詰交差点） - つくばみらい市谷井田（春日1丁目西交差点）[52]
- つくばみらい市板橋（東板橋交差点） - つくば市春日（春日1丁目西交差点）[52]
- つくば市研究学園（主要地方道取手つくば線分岐） - 同（東京ガス株式会社つくば支社）[52]
- つくば市学園の森三丁目（県道土浦境線交差） - つくば市西平塚（国道408号交差）[53]
- つくばみらい市谷井田（県道328号交点） - つくば市板橋（東板橋交差点）[54]

車両制限令の規定に基づき、以下の区間は通行する車両の総重量の最高限度が、車両の長さ及び軸距に応じ最大25トンである道路に指定されている。
- つくば市谷田部（谷田部IC）- つくば市松代1丁目（2000年4月1日指定）[55]。
- つくば市西大橋 - 同市要（2009年4月1日指定）[56]
- つくば市苅間 - 同市春日2丁目（2009年4月1日指定）[56]
- つくば市島名（2009年4月1日指定）[56]。
- つくば市下萱丸 - 同市古館のパイパス区間（2019年4月1日指定）[57]。
- つくば市谷田部（セブンイレブン谷田部インター店前） - つくば市谷田部（谷田部IC）（2024年7月1日指定）[58]。

また、以下の区間は電線共同溝を整備すべき道路として指定を受けている。
- つくば市島名（万博記念公園駅付近）の一部区間（2004年8月16日指定）[59]。
- つくば市苅間 - 下平塚 - 西平塚（2005年3月17日指定）[60]。
- つくば市面野井 - 同市下平塚（万博記念公園駅付近）（2008年12月4日指定）
- つくば市面野井 - 同市東平塚（つくば市役所付近）の新都市中央通り（2008年12月4日指定）[61]。
- つくば市谷田部・つくば市島名の新都市中央通り一部区間（2011年6月6日指定）[62]。

### 各都市の路線状況
取手市 - つくばみらい市
取手市毛有の酒詰交差点（国道6号）を起点とし、つくばみらい市谷井田の丁字路で右に折れ、福原丁字路で左に折れる。その後、板橋小学校前の交差点から左に折れて狸穴の交差点でバイパスに接続する。バイパスは、つくばみらい市谷井田 - 狸穴の全線が供用中である。
つくば市
狸穴の交差点をすぎると4車線となり、つくば市に入る。常磐自動車道谷田部インターチェンジを過ぎたあたりから「サイエンス大通り」という愛称となる。上横場交差点から柳橋小学校付近までは6車線となり、そこからまた4車線になる。大境交差点から筑波山方面へ北進し研究学園駅東交差点で新都市中央通りと交差する。この新都市中央通りもこの県道19号であり、研究学園駅東交差点付近にある案内標識には、直進・右左折とも県道19号との表記になっている。その後、国土地理院前を左折し、しばらくは国道408号、茨城県道53号つくば千代田線等と重複する。再び取手つくば線が単独で現れるのはつくば市若森（茨城県道53号つくば千代田線交点）から本路線終点のつくば市北条（茨城県道138号石岡つくば線交点）までである。

### バイパス・通称
都市計画道路 新都市中央通り線
筑波研究学園都市の西側外郭を周回し、つくばエクスプレス各駅（研究学園駅・万博記念公園駅・みどりの駅）と連絡する都市計画道路。全線が茨城県道19号取手つくば線に指定される。1999年（平成11年）に都市計画決定され、一部供用中である。経路は、つくば市春日二丁目（国道408号） - 苅間 - 東平塚 - 面野井 - 島名 - 谷田部 - 中野 - 根崎 - 境松（茨城県道19号取手つくば線現道）である。2014年現在も整備事業継続中で、未開通区間は、境松 - 根崎間と、中野 - 国道354号（谷田部交差点）間および、茨城県道123号土浦坂東線（新豊年橋西交差点） - 研究学園間の3区間が残されている。
サイエンス大通り
常磐自動車道谷田部ICからつくば市西大橋（大境交差点）までのサイエンス大通りの全区間が茨城県道19号取手つくば線に指定されている。柳橋小学校と海道交差点間で首都圏中央連絡自動車道つくば中央インターチェンジと接続する。
エキスポ大通り
つくば市西大橋（大境交差点）から土浦市方面の国道408号（松代交差点）までのエキスポ大通り（都市計画道路 松代河原崎線）の一部区間が、茨城県道19号取手つくば線に指定されている。

### 重複区間
- 茨城県道130号常総取手線（取手市山王 - つくばみらい市谷井田：約3.3 km）
- 茨城県道211号高岡藤代線（つくばみらい市福原 - つくばみらい市高岡：約4.6 km）
- 茨城県道123号土浦坂東線（つくば市西大橋・大境交差点 - つくば市東新井・学園西交差点）
- 国道408号（つくば市松代 - つくば市大曽根：約9.3 km）
- 茨城県道244号妻木赤塚線（つくば市東新井・学園西交差点 - つくば市春日1丁目・春日1丁目西交差点）
- 茨城県道53号つくば千代田線（つくば市大曽根 - つくば市若森：約0.7 km）

### 道路施設

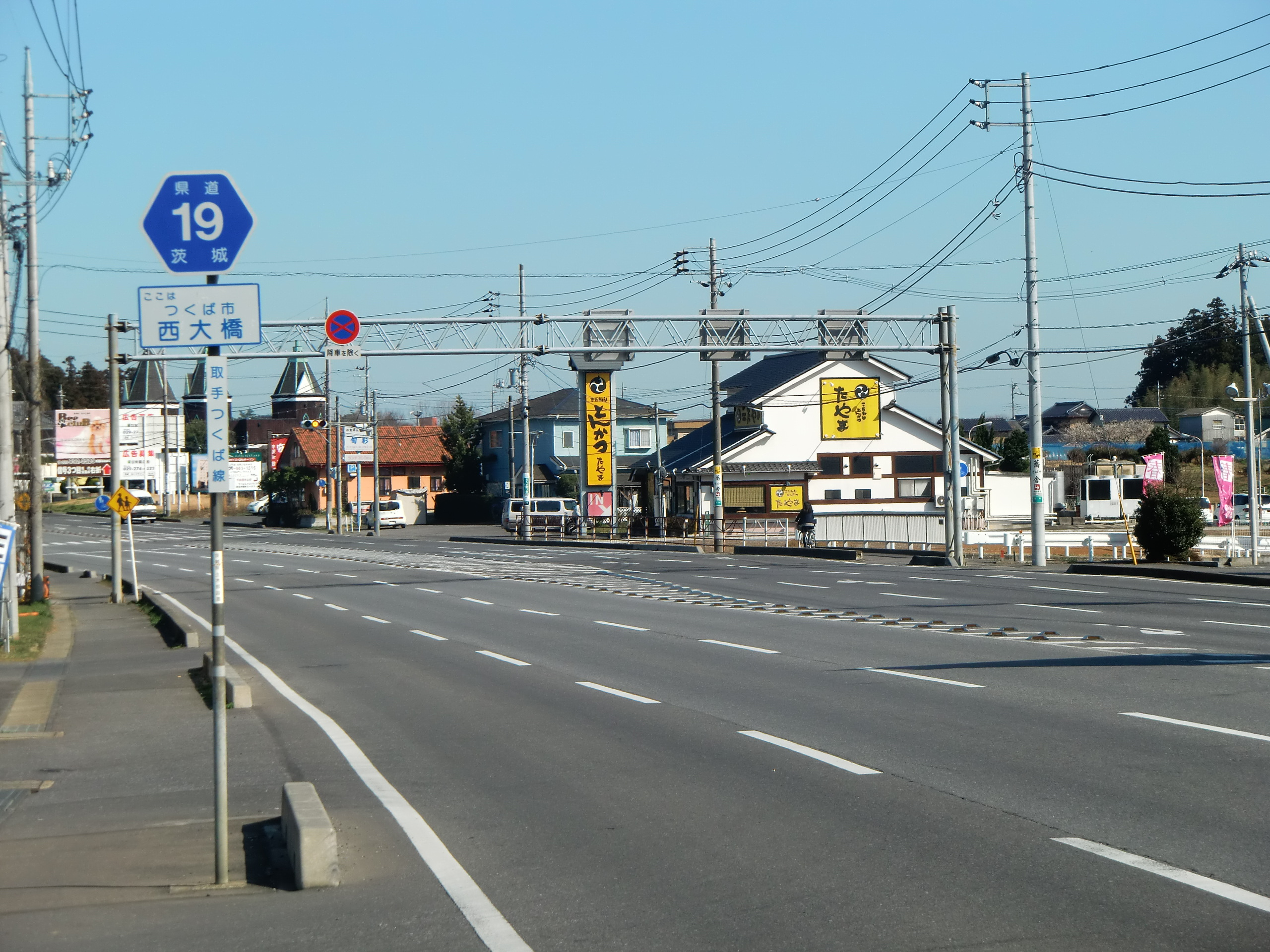
つくば市西大橋（2012年3月）

- 二三成橋（小貝川、取手市 - つくばみらい市境）
- 大橋（中通川、つくばみらい市谷井田）
- 日の出橋（高岡川、つくばみらい市高岡 - つくば市境松）
- 中谷原橋（つくば市境松）
- 馬坂橋（つくば市境松）
- 山崎橋（常磐自動車道、つくば市谷田部）
- 島名みどり橋（つくば市谷田部）
- 新井橋（蓮沼川、つくば市新井）
- 新八千代橋（蓮沼川、つくば市西大橋） - エキスポ大通り
- 君島橋（桜川、つくば市君島）昭和57年6月竣功[66]。
- 北条歩道橋（つくば市北条） - 国道125号交点にある歩道橋。

## 地理
つくば地区周辺は、首都圏新都市鉄道つくばエクスプレス (TX) 開業以降、つくば市役所や大型ショッピングセンターであるiiasつくば（イーアスつくば）等のロードサイド店舗が立地するなど、開発が続いている。つくば市研究学園地区の沿線には、つくば市役所やつくばエクスプレス研究学園駅がある。

### 通過する自治体
- 取手市
- つくばみらい市
- つくば市

### 交差する道路
取手市
- 国道6号（酒詰交差点、起点）

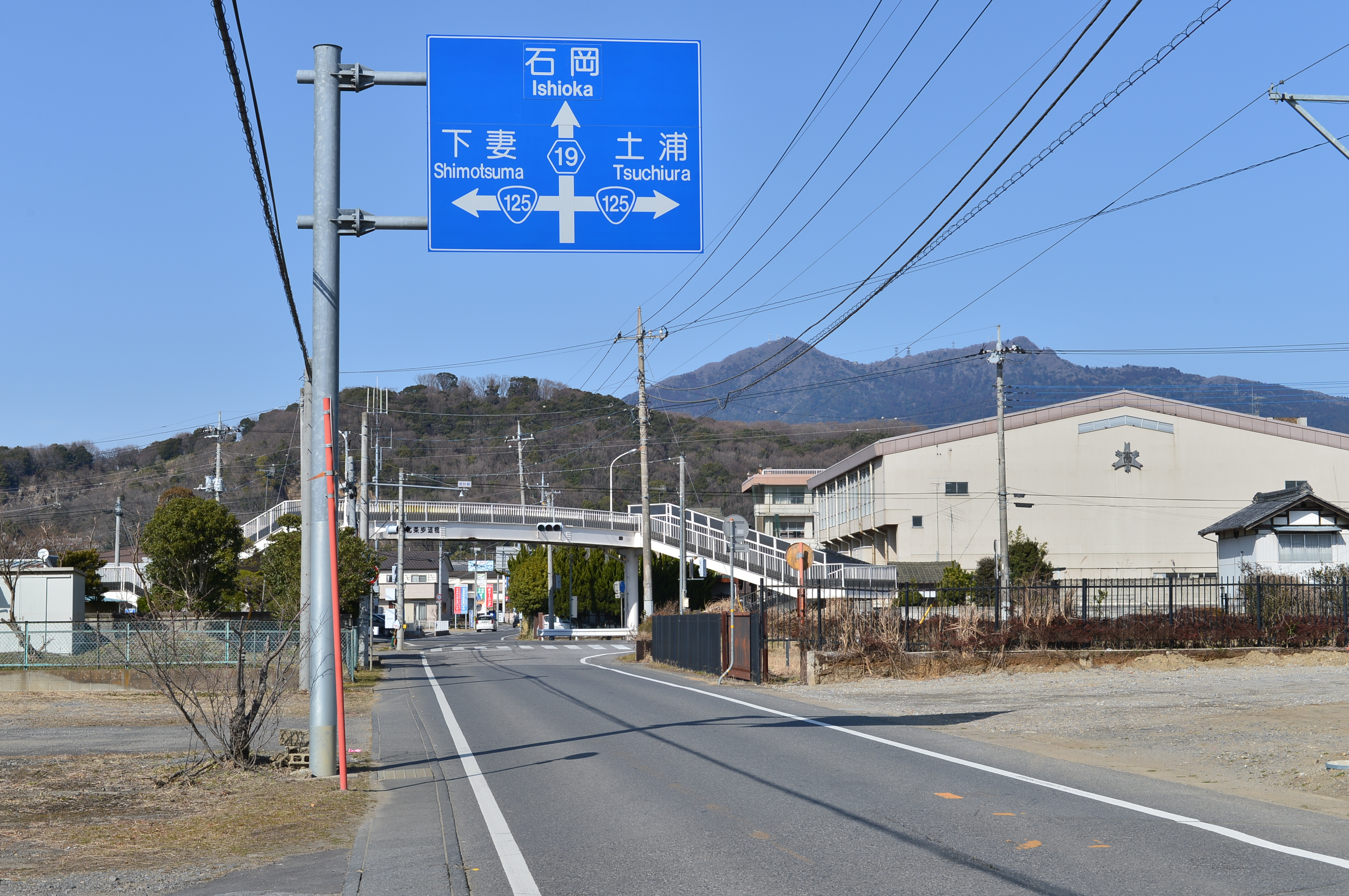
つくば市の北条歩道橋交差点で国道125号と交差する。後方には筑波山を望む。

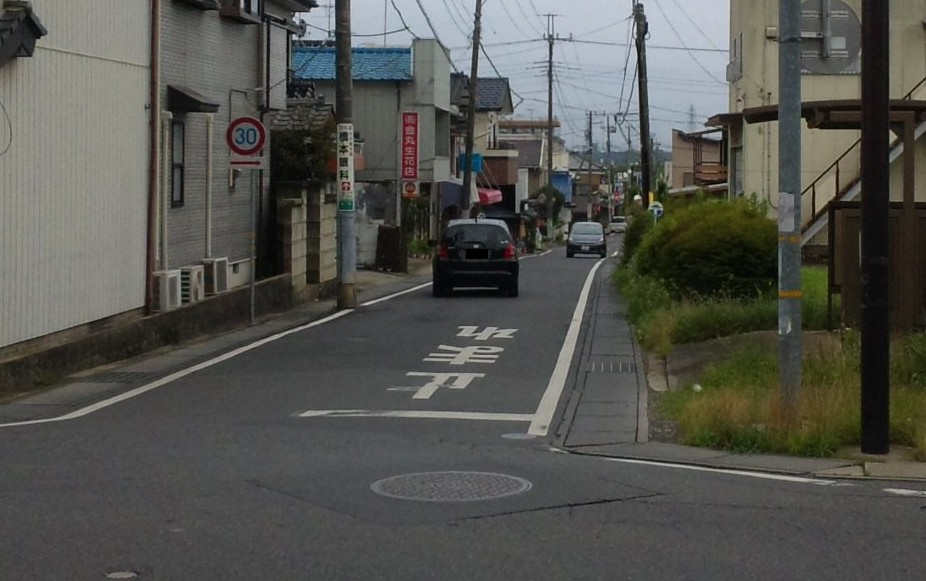
終点（つくば市北条）

- 茨城県道130号常総取手線・茨城県道251号守谷藤代線（取手市山王）

つくばみらい市
- 茨城県道130号常総取手線・茨城県道328号谷井田稲戸井停車場線（つくばみらい市谷井田）
- 茨城県道211号高岡藤代線（つくばみらい市福原）
- 茨城県道46号野田牛久線（つくばみらい市板橋）
- 茨城県道19号取手つくば線 新道（つくばみらい市板橋）
- 茨城県道211号高岡藤代線（つくばみらい市高岡）

つくば市
- 茨城県道210号谷田部藤代線（境松の交差点）
- 常磐自動車道 谷田部インターチェンジ
- 茨城県道143号谷田部牛久線
- 国道354号（上横場交差点）
- 首都圏中央連絡自動車道 つくば中央インターチェンジ
- 茨城県道19号取手つくば線 新道・茨城県道123号土浦坂東線（つくば市西大橋・大境交差点）
- 国道408号（つくば市松代）
- 茨城県道123号土浦坂東線 学園北大通り（茨城県道244号妻木赤塚線 重複）・学園西大通り（国道408号）・茨城県道237号花室牛久線（つくば市東新井・学園西交差点）
- 茨城県道244号妻木赤塚線（つくば市春日1丁目・春日1丁目西交差点）
- 茨城県道24号土浦境線（つくば市西平塚）
- 茨城県道19号取手つくば線 新道（つくば市北郷・国土地理院前交差点）
- 茨城県道200号藤沢豊里線（つくば市西沢）
- 茨城県道53号つくば千代田線（つくば市筑穂）
- 国道408号（つくば市大曽根・西大通り入口交差点）
- 茨城県道53号つくば千代田線・茨城県道128号土浦大曽根線（つくば市若森）
- 国道125号（北条歩道橋交差点）
- 茨城県道138号石岡つくば線（終点）

新道（つくばみらい市）
- 茨城県道211号高岡藤代線（つくばみらい市南太田）
- 茨城県道46号野田牛久線（つくばみらい市板橋・東板橋交差点）
- 茨城県道19号取手つくば線 現道（つくばみらい市板橋）

新道（つくば市）
- 茨城県道19号取手つくば線 現道・茨城県道123号土浦坂東線（つくば市西大橋・大境交差点）
- 茨城県道24号土浦境線（つくば市学園の森・学園の森交差点）
- 国道408号（茨城県道19号取手つくば線 現道重複）（つくば市北郷・国土地理院前交差点）

### 沿線にある施設など
- 不動院（つくばみらい市板橋）
- 筑波カントリークラブ（つくばみらい市高岡）
- 首都圏新都市鉄道つくばエクスプレス研究学園駅（つくば市研究学園）
- つくば市役所（つくば市研究学園）
- イーアスつくば（つくば市研究学園）
- 国土地理院（つくば市北郷）